# Cyrtodactylus feae
Cyrtodactylus feae este o specie de șopârle din genul Cyrtodactylus, familia Gekkonidae, ordinul Squamata, descrisă de Boulenger 1893. Conform Catalogue of Life specia Cyrtodactylus feae nu are subspecii cunoscute.